# Kościół Matki Bożej Bolesnej w Pyrzycach
Kościół Matki Bożej Bolesnej w Pyrzycach – jeden z dwóch rzymskokatolickich kościołów parafialnych w Pyrzycach, w województwie zachodniopomorskim. Należy do dekanatu Pyrzyce archidiecezji szczecińsko-kamieńskiej.

## Historia
Jest to najstarszy kościół w mieście. Świątynia została wybudowana z cegły w 1260 roku jako kościół klasztorny sióstr augustianek. W XVI stuleciu został zniszczony przez pożar i powoli niszczał. Pod koniec wieku został odbudowany, ale na bardzo krótko, ponieważ już w XVII wieku ponownie został doszczętnie zrujnowany. W II połowie XIX wieku, budowla została wyremontowana i rozbudowana. W czasie II wojny światowej została spalona. Odbudowana w latach 1989–1991 dzięki staraniom księdza Tomasza Koszyka TChr. W dniu 31 grudnia 1986 roku została utworzona przy kościele nowa parafia.

## Dzwony
Na przykościelnej dzwonnicy wiszą 4 dzwony, oprócz tego na wieży wisi sygnaturka.
|                  | Imię                          | Waga (kg) | Ton uderzeniowy | Rok odlania | Odlewnia                           |
| ---------------- | ----------------------------- | --------- | --------------- | ----------- | ---------------------------------- |
| Mały dzwon       | ?                             | ~190 kg   | dis"            | 2003        | Ludwisarnia Felczyńskich, Taciszów |
| Średni dzwon     | Matka Boska Bolesna           | ~260 kg   | cis"            | 2003        | Ludwisarnia Felczyńskich, Taciszów |
| Duży dzwon       | Św. Otton                     | ~420 kg   | ais'            | 2003        | Ludwisarnia Felczyńskich, Taciszów |
| Największy dzwon | Jan Paweł II i Jezus Chrystus | ~800 kg   | fis'            | 2003        | Ludwisarnia Felczyńskich, Taciszów |